# Tosta hawái

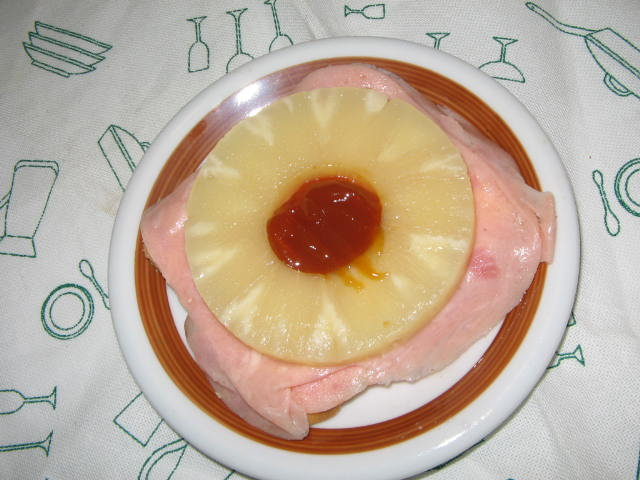
Toast Hawaii

La tosta hawái es un sándwich abierto que se elabora sobre una tostada que se calienta con una loncha de queso fundido al que se le añade una rodaja de piña, jamón cocido y una guinda al marasquino o kétchup. Se menciona que esta mezcla fue descubierta por el cocinero televisivo Clemens Wilmenrod en los años cincuenta. Se considera una preparación de Alemania Occidental (es decir de la RFA) que ha llegado a influir en la composición de la pizza hawaiana.